# Giro di Lombardia 2015
109. edycja wyścigu kolarskiego Giro di Lombardia odbyła się w dniu 4 października 2015 roku i liczyła 245 km. Start tego klasycznego wyścigu znajdował się w Bergamo a meta w Como. Wyścig ten figurował w rankingu światowym UCI World Tour 2015 i był ostatnim wyścigiem w 2015 roku tego cyklu.

## Uczestnicy
Na starcie tego klasycznego wyścigu pojawiło się 25 ekip, siedemnaście drużyn jeżdżących w UCI World Tour 2015 i osiem zespołów zaproszonych przez organizatorów z tzw. "dziką kartą".
Lista drużyn uczestniczących w wyścigu:
| Numery  | Kod | Drużyna                |
| ------- | --- | ---------------------- |
| 1-9     | TCG | Team Cannondale-Garmin |
| 11-19   | ALM | Ag2r-La Mondiale       |
| 21-29   | AND | Androni-Sidermec       |
| 31-39   | AST | Pro Team Astana        |
| 41-49   | BAR | Bardiani CSF           |
| 51-59   | BOA | Bora-Argon 18          |
| 61-69   | BMC | BMC Racing Team        |
| 71-79   | CCC | CCC Sprandi Polkowice  |
| 81-89   | COL | Team Colombia          |
| 91-99   | EQS | Etixx-Quick Step       |
| 101-109 | FDJ | FDJ                    |
| 111-119 | IAM | IAM Cycling            |
| 121-129 | LAM | Lampre-Merida          |

| Numery  | Kod | Drużyna              |
| ------- | --- | -------------------- |
| 131-139 | LTS | Lotto Soudal         |
| 141-149 | MOV | Movistar Team        |
| 151-159 | NIP | Nippo - Vini Fantini |
| 161-169 | OGE | Orica GreenEdge      |
| 171-179 | GIA | Team Giant-Alpecin   |
| 181-189 | KAT | Team Katusha         |
| 191-199 | LTJ | Team Lotto NL-Jumbo  |
| 201-209 | SKY | Team Sky             |
| 211-219 | STH | Southeast            |
| 221-229 | TTS | Team Tinkoff-Saxo    |
| 231-239 | TRE | Trek Factory Racing  |
| 241-249 | UHC | Unitedhealthcare     |

## Wyniki wyścigu
| Miejsce | Zawodnik           | Państwo   | Drużyna               | Czas       |
| ------- | ------------------ | --------- | --------------------- | ---------- |
| 1.      | Vincenzo Nibali    | Włochy    | Pro Team Astana       | 6h 16' 28" |
| 2.      | Daniel Moreno      | Hiszpania | Team Katusha          | + 21"      |
| 3.      | Thibaut Pinot      | Francja   | FDJ                   | + 32"      |
| 4.      | Alejandro Valverde | Hiszpania | Movistar Team         | + 46"      |
| 5.      | Diego Rosa         | Włochy    | Pro Team Astana       | + 46"      |
| 6.      | Mikel Nieve        | Hiszpania | Team Sky              | + 46"      |
| 7.      | Tony Gallopin      | Francja   | Lotto Soudal          | + 56"      |
| 8.      | Esteban Chaves     | Kolumbia  | Orica GreenEdge       | + 56"      |
| 9.      | Sergio Henao       | Kolumbia  | Team Sky              | + 56"      |
| 10.     | Gianluca Brambilla | Włochy    | Etixx-Quick Step      | + 1' 10"   |
|         |                    |           |                       |            |
| 54.     | Michał Kwiatkowski | Polska    | Etixx-Quick Step      | + 9' 41"   |
| 68.     | Maciej Paterski    | Polska    | CCC Sprandi Polkowice | + 15' 01"  |
| 69.     | Rafał Majka        | Polska    | Tinkoff-Saxo          | + 15' 01"  |
| 80.     | Sylwester Szmyd    | Polska    | CCC Sprandi Polkowice | + 19' 49"  |
| 82.     | Łukasz Owsian      | Polska    | CCC Sprandi Polkowice | + 19' 49"  |
| 86.     | Adam Honkisz       | Polska    | CCC Sprandi Polkowice | + 19' 49"  |